# Dominique Henares
Dominique Henares, en espagnol Domingo Henares de Zafra Cubero (Né à Baena, Royaume d'Espagne, le 19 décembre 1765 - mort exécuté à Nam Dinh, Tonkin, le 25 juin 1838) est un religieux dominicain et missionnaire catholique espagnol du XIXe siècle mort martyr au Tonkin (actuel Viêtnam). Il est béatifié en 1900 par le pape Léon XIII et canonisé par le pape Jean-Paul II le 20 juin 1988. Il fait partie de la liste des dits 117 martyrs de Viêtnam. Il est fêté le 24 novembre. 

## Sa vie
Entré dans l'Ordre des Prêcheurs au couvent de la Saint Croix à Grenade en 1783, il répond à l'appel missionnaire et est envoyé aux Philippines en 1785 où il termine sa formation initiale et est ordonné prêtre en 1789. Aux Philippines il étudie la théologie à l'Université de Santo Tomas et commence à y enseigner. L'ordre ayant besoin de renforts dans la région du Tonkin il est envoyé dans l'est du Tonkin en 1790. Homme de confiance l'évêque du lieu lui confie le séminaire érigé à Tién-Chu et qui forme les futurs prêtres indigènes. L'année suivante, il est choisi comme vicaire général par Ignace Delgado, évêque dominicain du Diocèse de Hải Phòng. Le pape Pie VII en 1803 le nomme évêque coadjuteur de Mgr Delgado. 
A partir de 1833, la situation se complique. Le roi Minh-Manh ordonne que tous les missionnaires soient chassés, que les chrétiens renoncent publiquement à leur religion (Est mis en place le rituel du piétinement d'une croix comme signe public d'abjuratioin), que les églises soient détruites et les activités missionnaires interdites. En 1836, les ports sont fermés aux Européens et les prêtres qui demeurent dans le pays activement recherchés. En juin 1838 il est finalement arrêté quelques jours après Ignace Delgado alors qu'il tentait de fuir. Avec lui, lors de son arrestation, se trouve un de ses catéchistes François Chieu. Il est jugé et condamné à mort. Il est finalement décapité.